# Tommaso Tommasini
Tommaso Tommasini (... – Venezia, 24 marzo 1446) è stato un vescovo cattolico italiano cittadino della Repubblica di Venezia.

## Biografia
Veneziano, nel 1409 fu nominato vescovo di Cittanova.
Fu poi vescovo di Pola, dal 1420 al 1423, di Urbino, dal 1423 al 1424, di Traù, dal 1424 al 1435, di Macerata e Recanati, dal 1435 al 1440, ed infine di Feltre e Belluno, dal 1440 alla morte.
Morì a Venezia il 24 marzo 1446.